# Liste armenischstämmiger Persönlichkeiten aus Brasilien
Diese Liste armenischstämmiger Persönlichkeiten aus Brasilien führt bekannte Armenier auf, die in Brasilien geboren wurden, und Brasilianer, die von Armeniern abstammen, die nach Brasilien einwanderten. Die Liste ist alphabetisch nach Nachnamen sortiert und erhebt keinen Anspruch auf Vollständigkeit.

## A
- Vahan Agopyan, Bauingenieur und Hochschullehrer, 2018–2022 Rektor der Universidade de São Paulo
- Konstantino Atan (* 1999), Schauspieler armenisch-griechischer Abstammung

## B
- Aracy Balabanian (1940–2023), aus Telenovelas, Fernsehserien, Theater- und Filmproduktionen bekannte Schauspielerin
- Jacob Bazarian, Philosoph, Autor und Hochschullehrer
- Aram Boghossian (* 1929), olympischer Schwimmer
- Francis Bogossian, Ingenieur, Unternehmer und Hochschullehrer
- Levão Bogossian (1922–2012), Mediziner
- Levon Boligian, Pädagoge und Schulbuch-Autor
- Kenarik Boujikian (* 1959), Richterin
- Varujan Burmaian († 2006), Unternehmer und Diplomat

## C
- Leon Cakoff (1948–2011), Autor und Regisseur
- Cláudio Chirinian (ET, 1963–-2010), Humorist, als Teil des Duetts ET & Rodolfo bekannt geworden
- Sarah Chofakian, Schuhdesignerin

## D
- Dênis Derkian (* 1957), Schauspieler
- Marcelo Djian (* 1966), Fußballspieler
- Marlene Djinishian (* 1940), Volleyballspielerin

## F
- Fiuk (Filipe Kartalian Ayrosa Galvão, * 1990), Sänger und Schauspieler

## G
- Gregorio Gananian (* 1984), Regisseur
- Fernando Gasparian (1930–2006), Unternehmer und Verleger

## K
- Sergio Kafejian, Komponist
- Sergio Kamalakian (* 1984), Modeunternehmer
- Antônio Kandir (* 1953), Wirtschaftswissenschaftler, Hochschullehrer und Politiker
- Tom Karabachian (* 1997), Schauspieler und Sänger
- Yerchanik Kissajikian (1924–1998), Finanz-Unternehmer und Philanthrop, eine Straße im Zentrum São Paulos wurde nach ihm benannt
- Yervant Kissajikian (1896–1973), Schuh-Unternehmer und Philanthrop, Schulen und Straßen wurden in Brasilien nach ihm benannt

## L
- Mihran Latif-Latifyan (19.–20. Jh.), Ingenieur
- Christian Lohbauer (* 1967), Politikwissenschaftler, Hochschullehrer und Politiker armenisch-deutscher Abstammung

## M
- Fábio Mahseredjian (* 1966), Fitnesstrainer brasilianischer Profi-Fußballvereine
- Armen Mamigonian (* 1935), Geograph, Hochschullehrer an der Universidade de São Paulo
- Serpui Marie, Modedesignerin für Taschen
- Krikor Mekhitarian (* 1986), Schach-Großmeister

## N
- Santiago Nazarian (* 1977), Schriftsteller
- Armenia Nercessian de Oliveira, UN-Funktionärin und Mitbegründerin der Kunsthandwerks-Verkaufsplattform Novica
- Pedro Nercessian (* 1985), Fernseh-, Film- und Theaterschauspieler und Theaterregisseur
- Stepan Nercessian (* 1953), Schauspieler, Gewerkschafter und Politiker

## P
- Rosana Palazyan (* 1963), Künstlerin
- Pedro Pedrossian (1928–2017), Ingenieur und Politiker
- Pedro Pedrossian Filho (* 1966), Unternehmer
- Pedro Pedrossian Neto (* 1981), Ökonom und Politiker
- Marcos Pizzelli (* 1984), Fußballspieler

## S
- Daniel Sarafian (* 1982), MMA-Kampfsportler
- Hirant Sanazar (1929–2003), Rechtsanwalt und Kommunalpolitiker, erster frei gewählter Bürgermeister von Osasco
- Eduardo Semerjian (* 1965), Schauspieler
- Eduard Soghomonyan (* 1990), olympischer Ringer

## T
- Ricardo Tacuchian (* 1939), Dirigent und Komponist

## W
- Alli Willow, Schauspielerin

## Z
- William Zeytounlian (* 1988), Fechter und Lyriker, mehrfacher brasilianischer Fechtmeister